# Dale Husemöller
Dale Harper Husemöller (também escrito algumas vezes Husemoller; 1933) é um matemático e professor estadunidense, conhecido especialmente por alguns de seus livros-texto.
Husemöller obteve um doutorado em 1959 na Universidade Harvard, orientado por Lars Valerian Ahlfors, com a tese Mappings, Automorphisms and Coverings of Riemann Surfaces. É professor emérito do Haverford College. Foi dentre outros pesquisador e professor visitante no Tata Institute of Fundamental Research, na Universidade de Bonn e no Instituto Max Planck de Matemática em Bonn, na Universidade de Heidelberg, no Institut des Hautes Études Scientifiques (IHES) e no Instituto Federal de Tecnologia de Zurique.
Husemöller pesquisou sobre topologia algébrica e álgebra homológica. É conhecido dentre outros por seus livros-texto sobre maço de fibras e curvas elípticas.

## Obras
- Fibre Bundles, McGraw Hill 1966, 3. Edição, Springer 1993, ISBN 0387940871
- com John Milnor: Symmetric Bilinear Forms, Springer 1973
- Elliptic Curves, Springer 1987, 2. Edição 2004, ISBN 1441930256 (Apêndices por Ruth Lawrence, Stefan Theisen, Otto Forster)
- Basic bundle theory and K-cohomology invariants, Springer, Lecturenotes in Physics, 2008 (com contribuições de Siegfried Echterhoff)
- Cyclic Homology, Tata Lectures 1991